# التجمع الشعبي
التجمع الشعبي (باليونانية: ἐκκλησία) هو تجمع عام لمواطني دولة أو سلطة محلية مثل (البلدية) لأغراض سياسية أخرى. في هذا التجمع تطرح منقاشات سياسية وقراراته عن طريق التصويت وانتخاب مسوؤلين سياسين واجرائات أخرى.

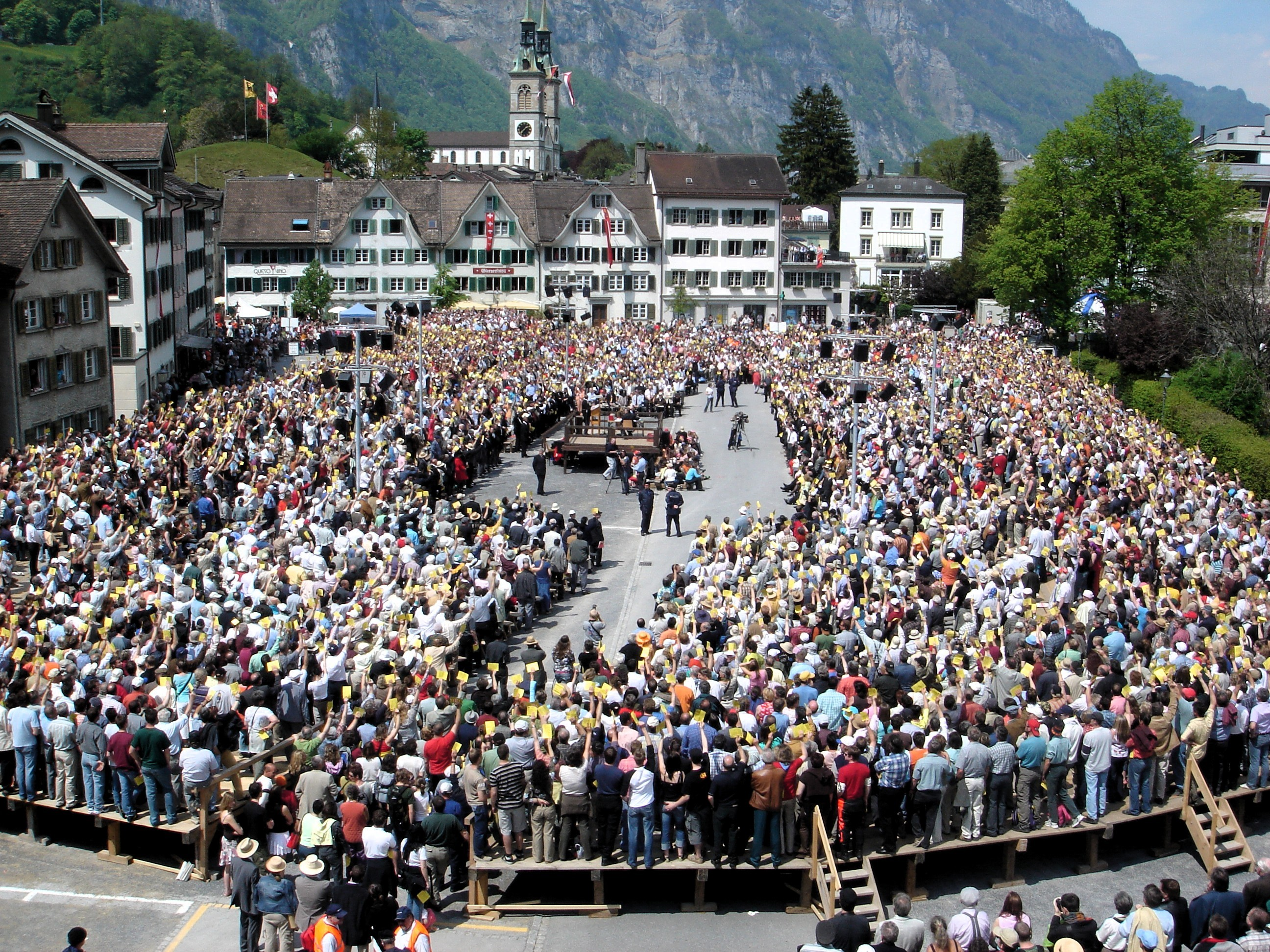
التصويت في كانتون جلاروس السويسري في عام 2006.

مجلس الشعب هو بديل البرلمان الديمقراطية النيابية حيث يجتمع ممثلوا الشعب ويكونوا معينون في شكل خاص ومتفرغين للتشاور السياسي واتخاذ القرارت، حيث أن في العادة يتم استبعاد المواطنين العادين من نشطاتهم.

## تاريخ
التاريخ لي التجمع الشعبي يعود لي عصر الكلاسيكي والذي اهمة كانت في اليونان القديمة
عندما كان هناك العديد من المدن مثل (بوليس) في بعض الاحيان كان إنشاء التجمع الشعبي اقل احيانا أكثر اشهرهم هو التجمع الشعبي الاثيني (ديمقراطية أثينية) عندما كان مسموح لي جميع الشعب المشاركة وتصويت.
و في شهر تم عمل أكثر من تجمع شعبي في مكان لي تكلم وتصويت لي أهم الاشياء في الدولة. لكن أيضا في عصر الرومانين كان هناك تجمع شعبي.
تعد المجالس الشعبية اليوم نادرة لان ديمقراطية تمثيلية (سيادة الشعب) فقط خلال قانون الانتخاب ثم يمثلها ممثلين الشعب (عضو برلمان) وكذالك أيضا خارج قانون البرلمان (مثال مضهارات) يشارك في تكوين الراي السياسي في بعض كانتونات سويسرا وفي بلديات صغيرة مثل نيو إنجلاند (مثال غروفلاند (الولايات المتحدة)) يعتبر الا الآن التجمع الشعبي جزء من النظام السياسي واحيانا تشكل المركز السياسي للسطة.